# Magret

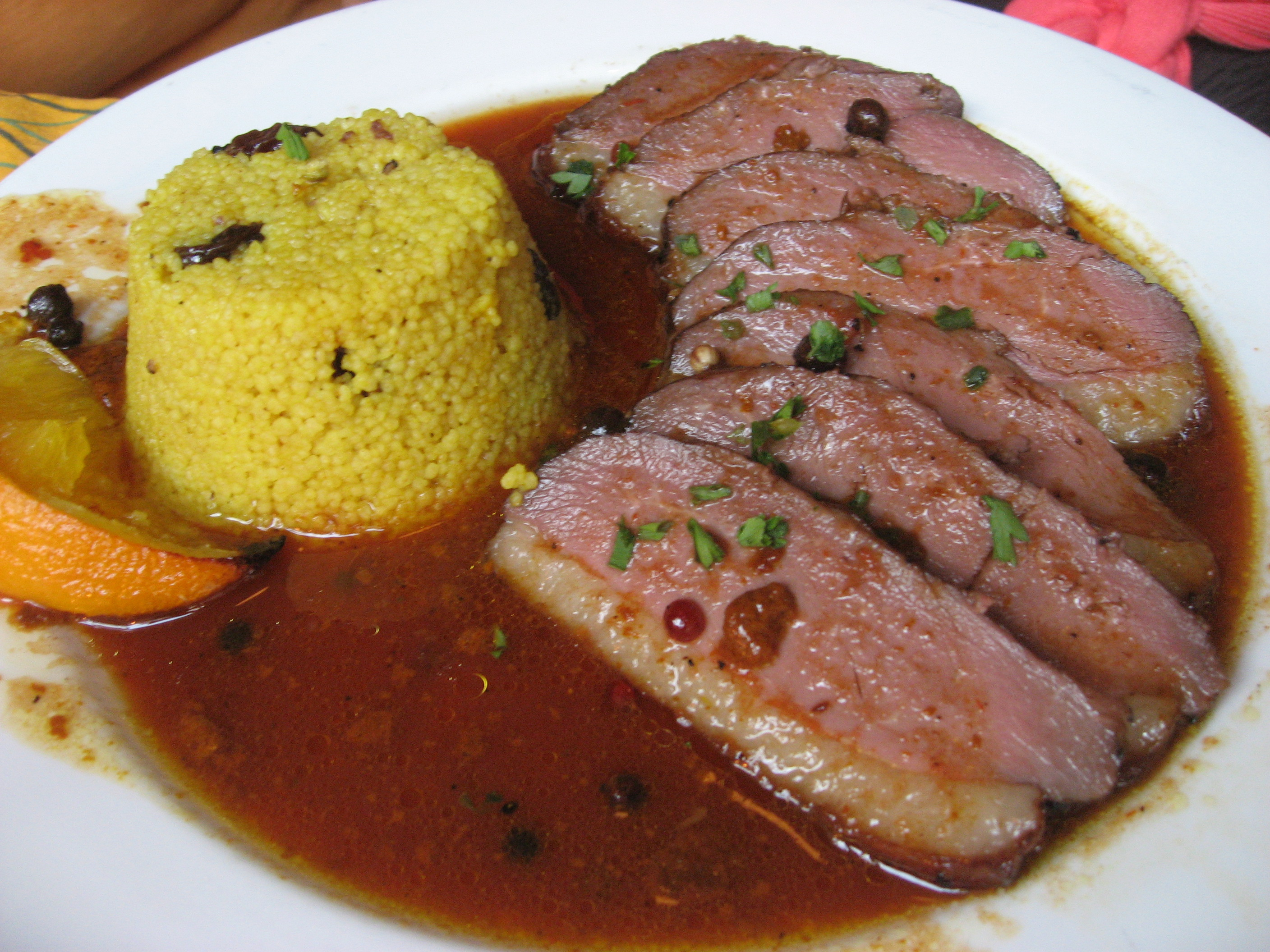
Magret de pato con salsa de naranja y guarnición de cuscús.

El magret (del gascón magret, diminutivo de magre, ‘magro’)  es un filete de carne magra, cortada de la pechuga de un ganso o un pato cebado. Es importante que el ave esté cebada, ya que es lo que distingue el magret de la pechuga convencional. A juzgar por el número de recetas dedicado a ello, el magret de pato es el más popular entre los gastrónomos.

## Características
- Magret fresco: El magret se recorta de la pechuga del ave dejando por debajo una fina capa de carne (llamada aiguillette, 'aguja' en español) pegada a la quilla del ave. La aguja es más magra aún y se deshace fácilmente. La pieza de magret se hace entera a la plancha o en una sartén, en la misma grasa que suelta la piel de la carne, y se corta en filetes antes de servir. Se consume poco hecho, pero nunca bleu (casi crudo), y se deja reposar unos minutos antes de servir.

- Magret séché: La pechuga fresca de pato cebado se cura unos días en salazón, de forma parecida al jamón, y se corta en finas láminas. Es salado y se condimenta con unas u otras especias según el productor: pimienta, laurel, etcétera.

## Historia
A pesar de que parece haber sido conocido desde hace mucho tiempo, el magret es una invención reciente. Tradicionalmente, la carne del pato cebado se preparaba en confit, y el asado entero se reservaba al pato ordinario. Fue André Daguin, chef del Hôtel de France en Auch (Gers), el primero en idear esta forma de preparar los filetes de pato cebado a principios de los años 1960. Daguin abogó por escoger entre el uso del término afrancesado le maigret y el término gascón lo magret, pero terminó imponiéndose en francés la forma mixta le magret.